# اف-۱۴ تام‌کت‌های در خدمت ایران

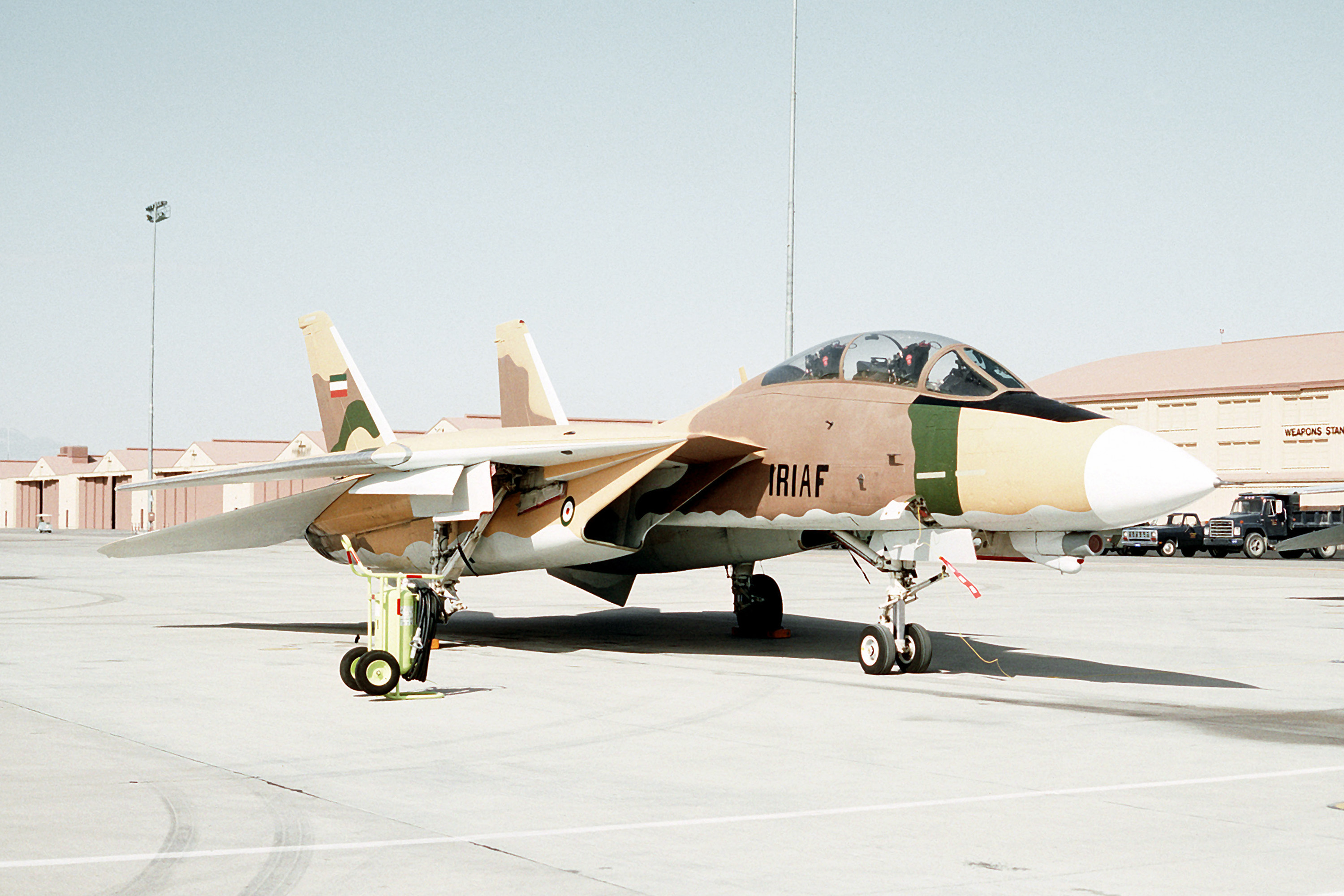
هواپیمای تام‌کت آمریکایی در پایگاه نیروی هوایی نلیس که مشابه تام‌کت‌های ایرانی رنگ‌آمیزی شده‌است. (برای مقاصد آموزشی در پی جنگ اول خلیج فارس)

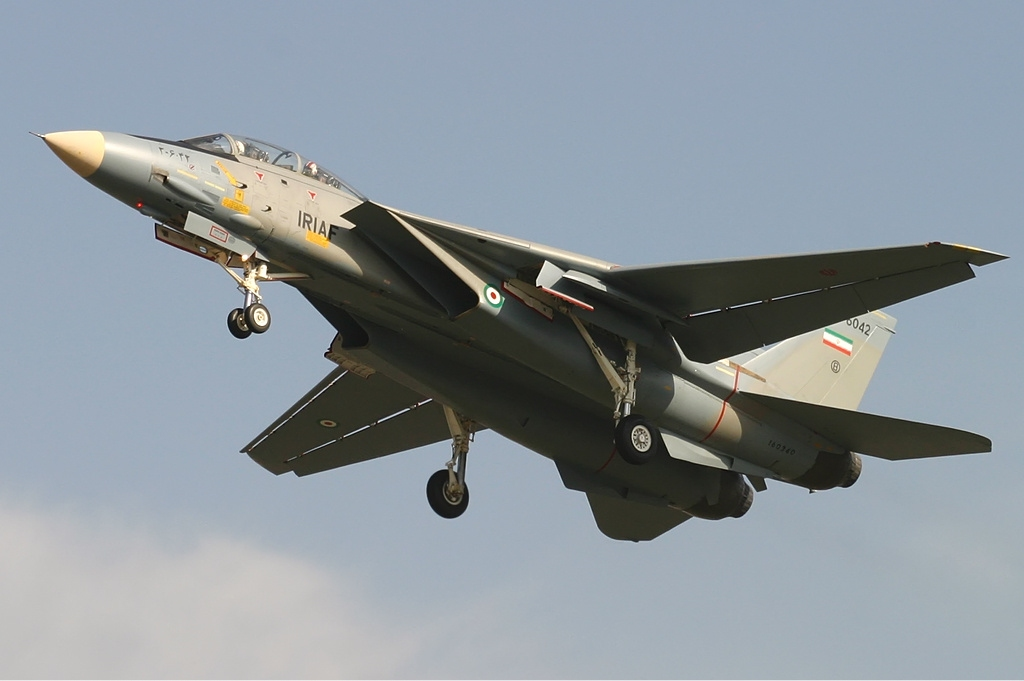
دومین رنگ استتار

گرومن اف-۱۴ تام‌کت هواپیمای رهگیر بال متحرک ساخت شرکت گرومن ایالات متحده آمریکا است که در نیروی دریایی آمریکا و نیروی هوایی ایران فعالیت داشته‌است.

## تاریخچهٔ خدمت
۸۰ فروند اف-۱۴ در سال ۱۹۷۴ توسط ایران خریداری شده و از سال ۱۹۷۷ وارد خدمت گردیده‌ است. ۷۹ فروند از آن‌ها تحویل داده شد و هواپیمای آخر به دلیل قطع شدن روابط ایران و آمریکا و تحریم تسلیحاتی ایران به ایران تحویل داده نشد. در جنگ ایران و عراق نیروی هوایی ایران موفق شد توان انجام مأموریت را برای ۷۰ فروند حفظ کند. این هواپیما در سال ۲۰۰۶ از خدمت نیروی دریایی آمریکا خارج شده و تاکنون در نیروی هوایی ارتش جمهوری اسلامی ایران در حال خدمت است.

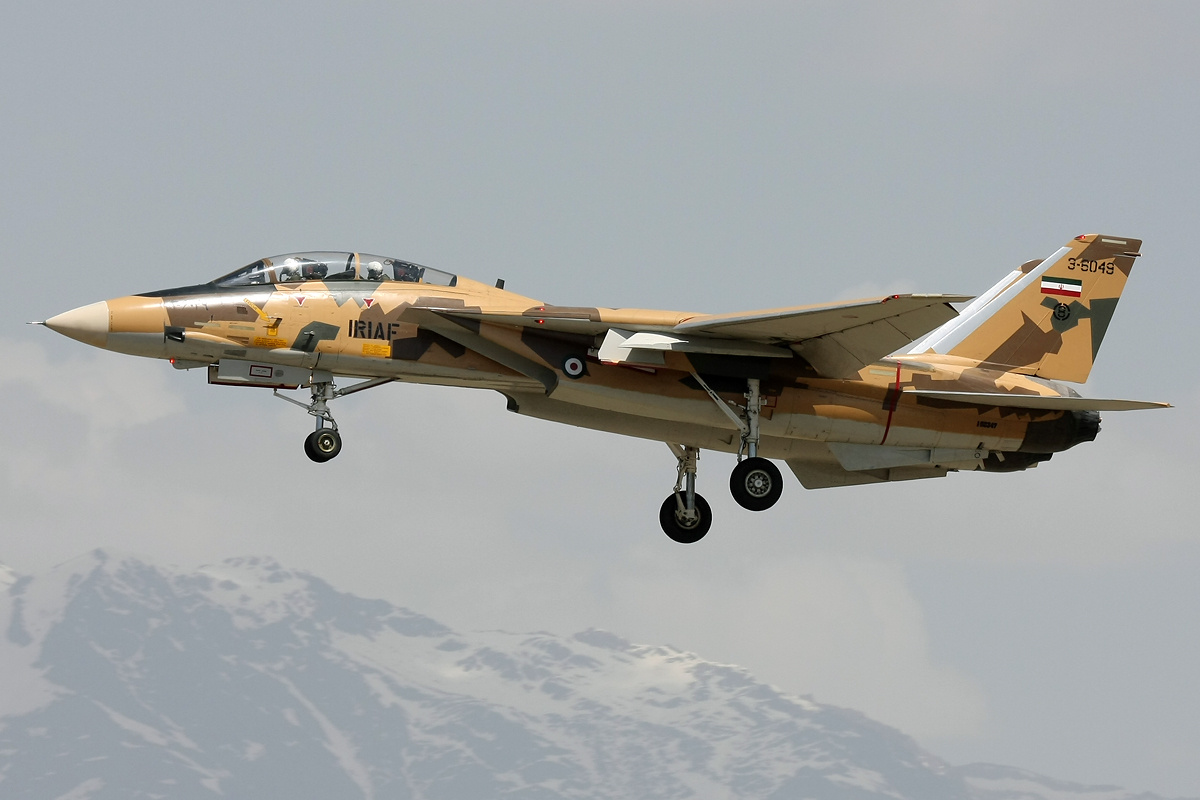
آخرین به‌روزرسانی تام‌کت توسط نهاجا

## پیشینه
هواپیماهای اف-۴ فانتوم ۲، نورثروپ اف-۵ و پی-۳ اوریون توانایی مقابله با هواپیمای میگ-۲۵ به‌دلیل سرعت و سقف پرواز بالا را نداشتند و نیروی هوایی ایران چندین اف-۴ فانتوم ۲ دی را در مقابله با میگ‌ها از دست داده بود.
در تابستان ۱۹۷۲ نامه‌ای از سوی محمدرضا شاه به پنتاگون مبنی بر قصد شاه برای بازدید از ایالات متحده آمریکا به‌منظور گفتگو دربارهٔ یک هواپیمای رهگیر که قرار بود در نیروی دریایی ایالات متحده به خدمت گرفته شود، فرستاده شد. پیشنهاد اولیهٔ ایران، هواپیمای اف-۱۱۱ بود؛ که مورد توافق قرار نگرفت. سپس فرماندهان نیروی هوایی شاهنشاهی ایران پیشنهاد خرید پیشرفته‌ترین جنگندهٔ نیروی دریایی آمریکا را دادند. در هنگام ساخت، بانک ملی ایران ۷۵ میلیون دلار وام با سود ۱۱ درصد به کمپانی گرومن برای خط تولید پرداخت کرد.
ایران سفارش خرید ۷۱۴ موشک فینیکس را نیز به آمریکا داد که تا زمان انقلاب ۱۳۵۷، تعداد ۲۸۴ فروند از آن‌ها تحویل داده‌شده بود. بعد از انقلاب، دولت آمریکا تحویل این موشک را لغو کرد و از تحویل دادن آخرین جنگنده نیز خودداری ورزید. این جنگنده، جهت امور آموزشی به نیروی دریایی آمریکا تحویل داده شد.
جنگنده‌های تحویل‌شده به ایران از شمارهٔ ۶۰۰۱–۳ تا شمارهٔ ۶۰۷۹–۳ سریال‌بندی شدند.

## اعزام خلبان به آمریکا[۱۲]
۱۲۰ خلبان و ۸۰ کمک خلبان دوره‌های آموزشی را در پایگاه هوایی اندروز در مریلند و پایگاه هوایی نس میرمار در کالیفرنیا و پایگاه هوایی نیروی دریایی اوشینا در ویرجینیا سپری کردند.
عباس بابایی، عبدالمحمد فرح‌آور، کاظم حیدرزاده، سید محمدمهدی فرجادی، علی سلیمی، جمشید افشار، حسین تقدیس، حسن افغان طلوعی، جلیل مسلمی، ابوالفضل هوشیار، محمدرضا عطایی، بهرام قانعی، محمد پیراسته، عباس امیراصلانی، شهرام رستمی، جواد شکرایی‌فر، محمدهاشم آل آقا، محمدهادی ولی، علی دهنادی، سعید آغاسی بیک، علی خان‌شرفی، یدالله خلیلی، علی اصغر جهانبخش، عباس حزین، مصطفی نبی پور، ایرج خرم، غلامحسین هاشمپور، علیرضا گرانپایه، علی شفائی، محمدجعفر بهادران، عطاءالله معصومی، ناصر ادراکی، حبیب صادق پور و خلیل دشتی‌زاده.
سفارشهای ایران برای فرود در باند زمینی در حالی که مدلهای آمریکایی برای فرود بر عرشه ناو هواپیمابر ساخته شده بودند.
در ماه اوت سال ۱۹۷۷ نیروی هوایی شاهنشاهی ایران ایران یک فروند هواپیمای شناسایی بدون خلبان شوروی را مورد رهگیری اف۱۴ قرار داد. با این اخطار شوروی به پرواز جنگنده‌های شناسایی میگ-۲۵ خود بر فراز آسمان ایران پایان داد.

## ویژگی‌های جنگنده‌های تحویل داده شده به ایران[۱۳]

تام‌کت‌های ایرانی در خلال جنگ نفت‌کش‌ها

- رنگ‌آمیزی: دارای پوشش سطحی ترکیب‌شده از ۳ رنگ بودند. رنگ‌ها توسط نیروی هوایی ایران و در قالب سفارش TO-1-1-4 به گرومن عرضه شد. رنگ کرم با کد FS36622، سبز تیره با کد FS34079 و قهوه‌ای با کد FS20400، رنگ‌های مورد نظر ایران بودند. تام‌کت‌های ایرانی در خلال جنگ نفت‌کش‌هاموتور: مذاکره دولت ایران با شرکت جنرال الکتریک برای قراردادن موتور اف۱۰۰ بر روی تام‌کت‌های سفارشی ایران به سرانجام نرسید و در نهایت موتور تی‌اف۳۰ پرت اند ویتنی بر روی آنها نصب شد.
- توپ: یک توپ ام۶۱ والکان در زیر و سمت چپ اتاقک خلبان قرار دارد.
- شابلون: تمام شابلون‌های انجام‌شده بر روی اتاقک خلبان و سایر نقاط بدنه به زبان انگلیسی انجام‌شد.
- امکانات جانبی: ماسک اکسیژن، صندلی‌های راحت‌تر با قفل‌های مطمئن‌تر و سیستم هدف‌گیری دقیق‌تر.

بال خلبانی جنگنده F14 که بر روی لباس خلبانان این جنگنده نصب می‌شود

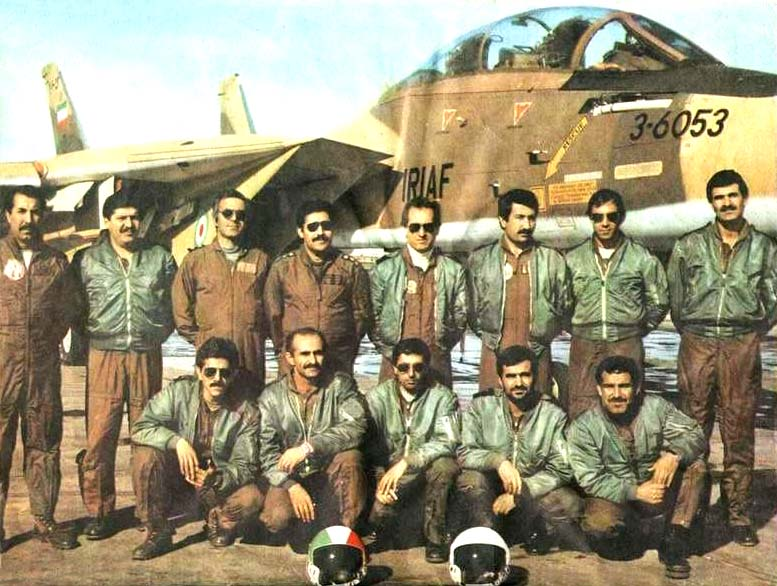

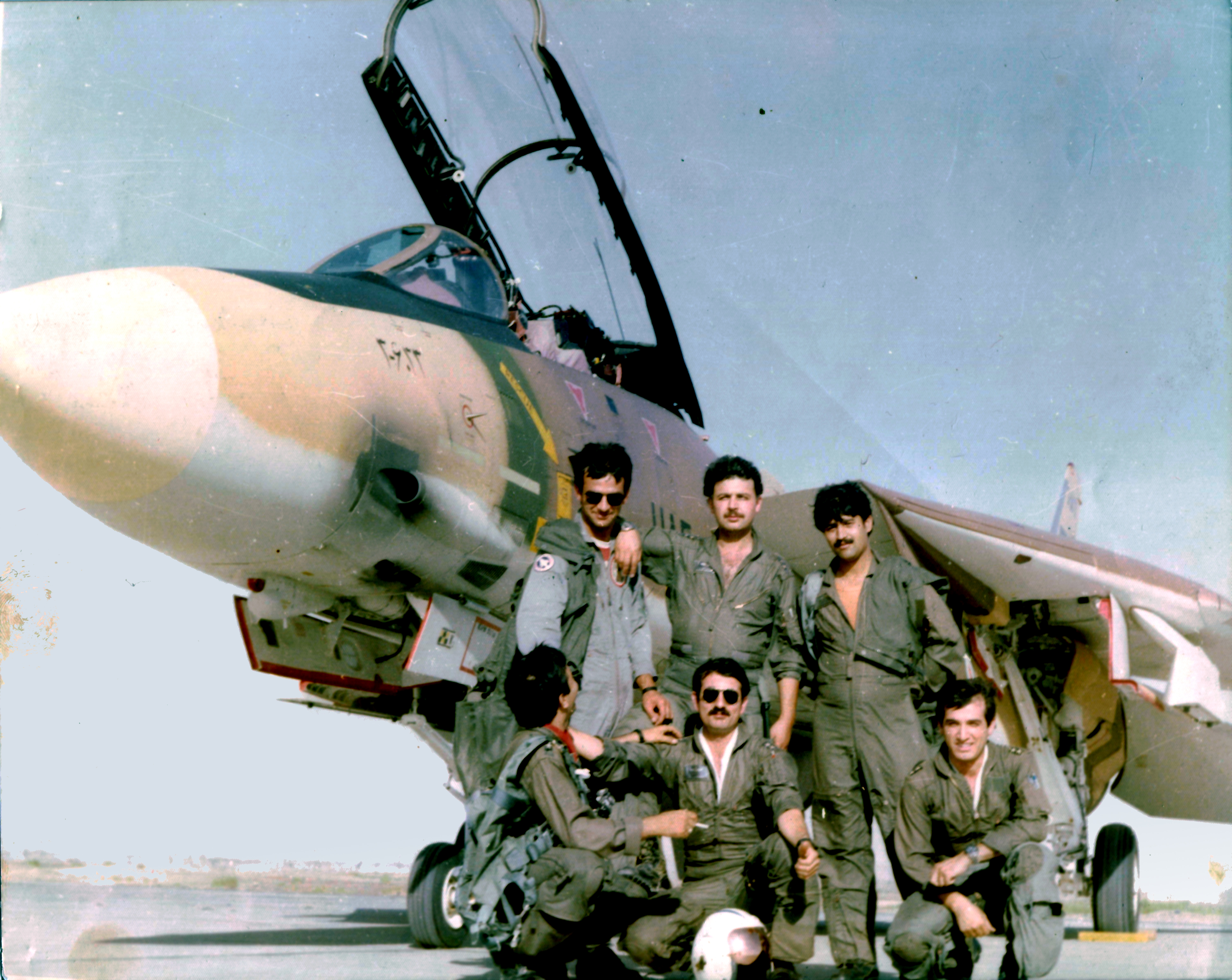
ایستاده از راست به چپ: جلیل زندی، بهروز خلیلی، حسن مظاهری. نشسته از راست به چپ: محسن محنتی، ابوالفضل مهرگان‌فر و فریدون علی‌مازندرانی

پس از انقلاب بسیاری از اف۱۴ها دچار نقص فنی شده بودند که مستشاران دستگاه‌های الکترونیکی و خودکار این هواپیماها را از آن‌ها خارج ساخته و نابود کردند.
در مارس ۱۹۷۹ آمریکا پیشنهادی برای جلوگیری از در اختیار قرار گرفتن تکنولوژی پیشرفته این جنگنده به شوروی مبنی بر بازگرداندن اف-۱۴ها و موشک‌های فینیکس در اختیار ایران ارائه داد. دولت موقت انقلاب با این درخواست موافقت کرد، ولی به دلیل حاصل نشدن توافق نهایی بر سر مبلغ پرداختی از جانب آمریکا، انجام نشد.
اولین درگیری ثبت‌شدهٔ اف-۱۴ در جنگ ایران و عراق مربوط به یک فروند جنگنده با شماره سریال ۳–۶۰۲۰ بود که در تاریخ ۲۵ اردیبهشت ۱۳۶۰ (۱۵ مه ۱۹۸۱) یک موشک فینیکس به‌سمت یک فروند میگ-۲۵ عراقی شلیک کرد. در این حادثه، هواپیمای عراقی صدمهٔ جدی ندید.
در طول ۶ ماه اول جنگ اف۱۴ها موفق شدند ۵۰ فروند جنگنده عراقی (اکثراً جنگنده‌های میگ-۲۱ و میگ-۲۳ و تعداد کمتری هم سوخوهای ۲۰ و ۲۲ (مدل‌های صادراتی سوخو-۱۷) را سرنگون کنند.
تنها یک گزارش در ۶ ماهه اول جنگ از تلفات اف۱۴ مربوط به آسیب در اثر نزدیکی زیاد به یک فروند میگ ۲۱ در لحظه انفجار آن است.
به خلبانان عراقی دستور داده شده بود با اف۱۴ درگیر نشوند و صحنه مخاصمه را ترک کرده و عقب‌نشینی کنند.
در طول جنگ ایران و عراق از اف-۱۴، بیشتر برای اسکورت جنگنده‌های اف-۴ فانتوم و پوشش هوایی آسمان ایران استفاده می‌شد.
رادار AWG-9 اف۱۴ قادر به شناسایی جنگنده‌های عراقی از فواصل بسیار دور بوده و از این نظر، شبیه یک آواکس کوچک عمل می‌کرده‌است.
مزیت اف۱۴ موشک‌های فونیکس بوده‌است. استفاده از این موشک باعث می‌شد که برخی اوقات در نبردهای یک به سه در مقابل هواپیماهای عراق برنده پیکار شود.
بین سال‌های ۱۹۸۲ تا ۱۹۸۶ از اف۱۴ها برای حفاظت از مراکز سیاسی تهران یا حفاظت و گشت‌زنی در اطراف جزیره خارگ استفاده می‌شد.
در سال ۱۹۸۷ عراق اقدام به خرید تعدادی جنگنده داسو میراژ اف۱ مجهز به موشک‌های هوابه‌هوا سوپر ۵۳۰ نمود که با سرعت بالا و در ارتفاع پایین که خارج از دید رادار اف-۱۴ است به پرواز درمی‌آمدند. هواپیماهای میراژ پس از نزدیک شدن به اف۱۴، ناگهان ارتفاع خود را افزایش می‌دادند و با یک حمله برق‌آسا یک یا دو موشک هوا-به-هوا شلیک می‌کردند. از تیر سال ۱۳۶۷ (ژوئیهٔ ۱۹۸۸)، عراق به همین روش توانست چندین اف-۱۴ را هدف قرار دهد.

## تهیهٔ قطعات یدکی
پس از تیره شدن روابط با آمریکا ایران با کمک دلالان اسلحه اسرائیلی موفق شد حجم قابل توجهی از قطعات مورد نیاز خود را که تنها در اختیار ارتش آمریکا قرار داشت تهیه کند. بخشی از این قطعات در ماجرای مک‌فارلین به ایران ارسال شد.

## بومی‌سازی
وزارت دفاع و پشتیبانی نیروهای مسلح ایران از سال ۱۹۸۲ اقدام به ساخت قطعات یدکی و تعمیر قطعات معیوب این جنگنده در داخل ایران نمود. واحد مهندسی و اورهال نیروی هوایی ارتش جمهوری اسلامی ایران توانسته کلیه کارهای مربوط به سرویس و نگهداری هواپیما از جمله تعمیرات سنگین را به مرحله خودکفایی برساند. ایران هم‌اکنون توانایی تولید کل قطعات و تجهیزات این هواپیما را دارا می‌باشد.
پس از پایان جنگ، ذخیرهٔ موشک‌های فینیکس اف-۱۴ به‌شدت کاهش یافت و ایران با کمک روسیه موشک فکور را برای به‌کارگیری به جای فونیکس بر روی تامکت تولید کرد که جز در نمایشگاه‌ها به مرحلهٔ عملیاتی وسیع نرسید.

## پیروزی‌های حاصله در جنگ ایران و عراق[۱۳][۲۴]
تامکت‌ها در طول جنگ ایران و عراق، ۱۶۰ پیروزی هوایی به‌دست آوردند. با توجه به اطلاعات ایستگاه‌های شنود و فرکانس‌های دریافتی هواپیمای خفاش (هواپیمای سی-۱۳۰ مجهز به سامانه‌های شنود که قبل از انقلاب توسط ایران خریداری شد) و لاشه‌های کشف شده:
- ۲۳ پیروزی در مقابل مدل‌های مختلف میگ ۲۱
- ۵۸ پیروزی در مقابل مدل‌های مختلف میگ ۲۳
- ۴ پیروزی در مقابل مدل‌های مختلف میگ ۲۵
- ۳۴ پیروزی در مقابل داسو میراژ اف۱
- ۲۳ پیروزی در مقابل سوخو سو-۱۷
- ۱ پیروزی در مقابل هلیکوپتر میل -۲۴
- ۳ پیروزی در مقابل موشک کرم ابریشم
- ۵ پیروزی در مقابل توپولف-۲۲
- ۱ پیروزی در مقابل توپولف-۱۶
- ۲ پیروزی در مقابل میگ-۲۷
- ۳ پیروزی در مقابل میراژ-۵
- ۱ پیروزی در مقابل هواپیمای سوپر اتاندارد
- در ۲ پیروزی نیز جنگندهٔ دشمن شناسایی نشد.

## کارنامهٔ خلبانان اف-۱۴[۲۵]
این آمار مجموعاً شامل پیروزی‌های تأییدشده توسط منابع غربی و پیروزی‌های احتمالی است. پیروزی‌های تأییدشده در ستون نوع هواگردهای شکارشده با فونت پررنگ نوشته شده و پیروزی‌های احتمالی با فونت کم‌رنگ و اریب نوشته شده‌اند.
| نوع                  | سلاح | تاریخ                                                                          | توضیحات                                                                 | | |
| فریدون علی‌مازندرانی  | ۱۵   | میگ-۲۱ میگ-۲۳ میگ-۲۱ داسو سوپر اتاندارد میگ-۲۳ داسو میراژ اف۱ میگ-۲۷           | ایم-۵۴ای سجیل (هوابه‌هوا) - ام‌آی‌ام۲۳ هاوک ام۶۱ والکان سانحه سقوط هواپیما | ۵۹/۰۶/۲۶ ۵۹/۰۷/۰۳ ۵۹/۰۹/۰۹ ۶۰/۰۲/۰۴ ۶۵/۱۱/۰۵ ۶۲/۱۰/۱۸ ۶۲/۱۲/۱۵ ۵۹/۰۸/۲۲ ۶۳/۱۱/۰۵ ۶۴/۰۱/۰۴                   | سایت www.ganjejang.com مجموعه خاطرات نبردهای هوائی ایشان را منتشر نموده‌است. |
| فضل‌الله جاویدنیا     | ۱۴   | میگ-۲۳ داسو میراژ اف۱ میگ-۲۳ میگ-۲۱ داسو میراژ اف۱ میگ-۲۳ داسو میراژ اف۱ میگ۲۳ | ایم-۵۴ای                                                                | ۶۰/۰۶/۲۴ ۶۰/۰۷/۱۳ ۶۰/۰۹/۰۴ ۶۰/۰۹/۱۲ ۶۱/۰۳/۱۶ ۶۱/۰۴/۲۹ ۶۱/۰۶/۰۶ ۶۱/۱۱/۱۸ ۶۲/۰۵/۲۰ ۶۲/۱۱/۱۲ ۶۳/۱۰/۰۱ ۶۲/۱۰/۱۲ | خاطرات خود را در کتابی به نام " نبرد در آسمان " به چاپ رسانده‌است. |
| جلیل زندی            | ۱۱   | میگ-۲۱ میگ-۲۳ سوخو-۲۲ میگ-۲۳ میراژ اف۱                                         | ایم-۹پی ؟ ایم-۵۴ای ؟ ایم-۵۴ای ؟ ایم-۹پی                                 | ۶۰/۲/۲۵ ؟ /۶۰/۱۰ ۶۱/۷/۱۸ ؟ /۶۲/۶ ؟ /۶۵/۱ ۶۶/۶/۷ ؟ /۶۶/۱۱                                                    | موفق‌ترین خلبان در نبردهای هوایی جنگ ایران و عراق و همچنین در تاریخ ایران تاکنون و همچنین موفق‌ترین خلبان هواپیمای اف- ۱۴ در جهان |
| شهرام رستمی          | ۶    | میراژ اف۱ میگ-۲۱ میگ-۲۵                                                        | ایم-۵۴ای ایم-۷ئی ایم-۵۴ای                                               | ۶۰/۷/۳۰ ۶۱/۶/۲۵ ۶۱/۹/۱۰                                                                                     | نخستین شکارچی میگ-۲۵ |
| جمشید افشار          | ۶    | میگ-۲۳ میگ-۲۱ میراژ اف۱ سوخو-۲۲ میراژ اف۱                                      | ؟ ایم-۷ای ایم-۵۴ای ؟ ایم-۵۴ ایم-۹پی                                     | ۵۹/۷/۲۱ ۵۹/۸/۳۰ ۵۹/۹/۶ ۶۵/۷/۱۵ ؟ /۶۵/۱۱ ۶۷/۲/۲۵                                                             | |
| عبدالمحمد فرح‌آور     | ۴    | میگ-۲۳                                                                         | ایم-۵۴ای                                                                | ۶۰/۱۰/۱۷ | عبدالمحمد فرح‌آور با یک موشک ایم-۵۴ فینیکس ۴ جنگندهٔ میگ-۲۳ فلاگر را هدف قرار داده و رکورد او در گینس ثبت شده‌است. |
| مصطفی (مجید) روستایی | ۵    | میگ-۲۳ میگ-۲۱ میراژ اف۱                                                        | ایم-۵۴ای سانحه سقوط هواپیما ایم-۵۴ای                                    | ۵۹/۱۰/۲۵ ۶۰/۰۷/۱۳ ۶۱/۰۸/۱۴ ۶۳/۰۵/۱۶ ۶۵/۱۱/۲۳                                                                | مجموعه خاطرات نبردهای هوائی ایشان در فیس بوک https://www.facebook.com/mostafa.roustaie درج شده‌است. |
| اسدالله عادلی        | ۵    | میگ-۲۳ 'میگ-۲۳ 'میگ-۲۳ میگ-۲۹ میگ-۲۳                                           | ایم-۵۴ای سجیل (هوابه‌هوا) - ام‌آی‌ام۲۳ هاوک ایم-۵۴ای                       | ۶۰/۱۰/۱۷ ۶۷/۰۵/۱۷ ۵۹/۷/۷                                                                                    | اسدالله عادلی به همراه کابین عقب محمد مسبوق در روزهای اولیه جنگ ۳ فروند میگ ۲۳ که در فرمیشن بسیار نزدیک به هم پرواز می‌کردند را با شلیک یک موشک فونیکس در حوالی جزیره خارگ سرنگون کردند که از این لحاظ دارای رکورد سرنگونی سه جنگنده با یک موشک فینیکس می‌باشد. |
| محمدهاشم آل‌آقا       | ۳    | میگ-۲۱ میراژ اف۱                                                               | ایم-۷ئی ایم-۵۴ای                                                        | ۵۹/۸/۲۸ ۶۰/۹/۲۰                                                                                             | |
| حسن افغان طلوعی      | ۲    | میراژ اف۱                                                                      | ایم-۷ئی ایم-۹پی                                                         | ۶۵/۱۱/۲۹ | |
| عباس امیراصلانی      | ۲    | سوخو-۱۷ داسو میراژ اف۱                                                         | ایم-۵۴ای                                                                | ۶۰/۷/۳۰ ۶۶/۱۲/۱                                                                                             | میراژ عراقی از نزدیکی دزفول و از فاصلهٔ ۱۵۰ کیلومتری هدف قرار داده شد و در حوالی دهلران سقوط کرد. |
| محمدرضا عطایی        | ۱    | میگ-۲۳                                                                         | ایم-۵۴ای                                                                | ۵۹/۶/۲۲ | نخستین شکارچی جنگندهٔ عراقی در پی تجاوز جنگنده‌های عراقی به خاک ایران ۹ روز پیش از آغاز رسمی جنگ ایران و عراق |
| جلیل مسلمی           | ۱    | میگ-۲۳                                                                         | ایم-۷ئی                                                                 | ۶۶/۱۱/۳ | |
| عباس حزین            | ۱    | میگ-۲۱ میگ-۲۵                                                                  | ایم-۹پی                                                                 | ۵۹/۸/۴ | اولین انهدام میگ ۲۵ |
| علی‌اصغر جهانبخش      | ۴    | سوخو-۲۲ میگ-۲۵ میگ-۲۱                                                          | ایم-۵۴ای سانحه سقوط هواپیما ایم-۵۴ای                                    | ۵۹/۰۸/۱۲ ۶۱/۰۹/۱۳ ۶۲/۰۲/۲۳ ۶۳/۱۱/۰۹                                                                         | |
| حسن هرندی            | ۳    |                                                                                |                                                                         | | |
| ابوالفضل هوشیار      | ۳    |                                                                                |                                                                         | | |
| بهرام قانعی          | ۲    |                                                                                |                                                                         | | |
| عباس امیراصلانی      | ۳    |                                                                                |                                                                         | | |
| یداله خلیلی          | ۶    |                                                                                |                                                                         | | |
| حسین خلیلی           | ۲    |                                                                                |                                                                         | | |
| غلامحسین هاشم پور    | ۴    |                                                                                |                                                                         | | |
| محمدجعفر بهادران     | ۲    |                                                                                |                                                                         | | |
| ناصر ادراکی          | ۲    |                                                                                |                                                                         | | |
| خلیل دشتی زاده       | ۴    |                                                                                |                                                                         | | |
| کمال جمشیدی          | ۲    |                                                                                |                                                                         | | |
| ارسلان خادمی         | ۲    | داسو میراژ اف۱                                                                 | ایم۷-اسپارو                                                             | ۶۶/۱۲/۳۰ | |
| محمداسماعیل پیروان   | ۴    |                                                                                |                                                                         | | |
| والی اویسی           | ۳    | داسو میراژ اف۱                                                                 |                                                                         | | |
| صمد ابراهیمی         | ۴    |                                                                                |                                                                         | | |
| محمود کریمی          | ۲    |                                                                                |                                                                         | | |
| غلامرضا نظام آبادی   | ۲    | میراژ EQ-5                                                                     | ایم-۷ئی                                                                 | ۶۶/۰۳/۳۰ | |
| محسن محنتی           | ۴    |                                                                                |                                                                         | | |
| حسین فرخی            | ۴    |                                                                                |                                                                         | | |
| ابوالفضل مهرگانفر    | ۴    | داسو میراژ اف۱ داسو میراژ اف۱                                                  | ایم۵۴                                                                   | ۱۳۶۱/۴/۲۴                                                                                                   | |
| احمد مرادی طالبی     | ۲    |                                                                                |                                                                         | | |
| کاظم حیدرزاده        | ۲    |                                                                                |                                                                         | | |
| رضا رمضانی           | ۲    |                                                                                |                                                                         | | |
| روح الدین ابوطالبی   | ۳    |                                                                                |                                                                         | | |
| علیرضا بیطرف         | ۲    |                                                                                |                                                                         | | |

## تلفات و سقوط
تاکنون ۲۴ فروند اف-۱۴ ایرانی از بین رفته است:
- ۲۰ تیر ۱۳۵۶:

به خلبانی سرگرد علی عابدی و کابین عقب خلبان آمریکائی (پرواز دو فروندی تامکت برای تمرین درگیری هوایی) در یک پرواز آموزشی، به‌دلیل استال موتور، به زمین‌خورد و هر دو خلبان جان خود را از دست دادند.
- ۱۳ آبان ۱۳۵۶:

به خلبانی سروان غلامحسین هاشم‌پور و کابین عقبی سرگرد عباس حزین در یک پرواز آموزشی به‌عنوان معلم که به‌دلیل استال موتور، مجبور به ترک اضطراری هواپیما شدند و هر دو خلبان به سلامت به زمین رسیدند.
- ۲۵ فروردین ۱۳۶۰:

به خلبانی سروان خلبان جعفر مردانی و کابین عقبی ستوان‌یکم غلامحسین عبدالشاهی بود که در منطقه برازجان اتفاق افتاد. در این حادثه، هواپیما بلافاصله پس از پایان سوخت‌گیری هوایی و جدا شدن از زیر تانکر، به‌دلیل مانوری غیرعادی، با توجه به سنگین بودن وزن آن، ابتدا به حالت Erected Spin فرورفت و پس از اقدامات ناخواسته متقابل توسط خلبان، وارد حالت Inverted Spin شد و به همان حالت و بدون امکان حتی ایجکت خلبانان، با زمین برخورد نمود.
- ۲۷ آبان ۱۳۶۰:

به خلبانی سروان غلامرضا نظام‌آبادی و کابین عقبی ستوان‌یکم فتح‌الله جلال‌آبادی با معرف "آهنگ ۲" از پایگاه اصفهان که در تله میراژها قرار گرفتند (ساندویچ اتک) و پس از اصابت موشک به هواپیما، خلبانان اف-۱۴ به سلامت در نزدیکی اهواز ایجکت نمودند.
- ۲۷ آبان ۱۳۶۰:

به خلبانی سرگرد ابوالفضل هشیار و کابین عقبی ستوان‌یکم سعید صدیقیان از پایگاه شیراز که در تله میراژها قرار گرفتند (ساندویچ اتک) و پس از اصابت موشک به هواپیما، خلبان‌ها به سلامت در نزدیکی اهواز ایجکت نمودند.
- ۲۷ آبان ۱۳۶۰:

به خلبانی سروان محمدجعفر بهادران و کابین عقب، ستوان‌یکم سید حسین حسینی از پایگاه اصفهان که در تله میراژها قرار گرفتند (ساندویچ اتک) و پس از اصابت موشک به هواپیما، خلبان‌ها به سلامت در نزدیکی اهواز ایجکت کردند.
- ۲۴ تیر ۱۳۶۱:

به خلبانی ستوان‌یکم حسن هرندی (در بال تامکت شماره ۱ به خلبانی سروان ابوالفضل مهرگان‌فر و ستوان‌یکم ابراهیم انصارین) بود که در هنگام اسکورت هواپیماهای اف ۴ برای بمباران از ارتفاع بالا، حین درگیری با ۶ فروند هواپیمای میراژ مهاجم عراقی، بال هواپیمای آن‌ها در آسمان عراق مورد اصابت یکی از ۸ موشک شلیک‌شده از سوی میراژهای عراقی قرار گرفت و هر دو خلبان در راه برگشت به ایران پس از اتمام سوخت (به‌دلیل نشت سوخت از بال آسیب‌دیده)، به ناچار هواپیما را ترک نمودند و وزش باد، آن‌ها را به شرق اروندرود و سمت نیروهای ایرانی آورد ولی هواپیما در خاک عراق به زمین‌خورد.
- ۲۰ مرداد ۱۳۶۳:

به خلبانی سرهنگ محمدهاشم آل‌آقا و کابین عقبی محمد رستم‌پور در تاریخ ۲۰ مرداد ۱۳۶۳ (بنا به روایات مختلف که یکی اصابت موشک میگ-۲۳ عراقی و دیگری قفل راداری از سوی کابین عقب روی یک موشک کرم ابریشم شلیک‌شده به‌سمت کشتی‌های ایرانی و نتیجتاً تغییر مسیر موشک بر روی سیگنال راداری و نهایتاً اصابت آن به اف-۱۴ می‌باشد) که رستم‌پور به سلامت ایجکت کرد ولی آل آقا (احتمالاً به‌دلیل عمل نکردن سیستم ایجکت) با هواپیما به درون خلیج فارس سقوط نمود و کشته شد.
- ۴ فروردین ۱۳۶۴:

به خلبانی سرگرد خلبان عباس حزین به اتفاق سید حسین حسینی در درگیری با ۴ هواپیمای عراقی پس از ساقط کردن یک فروند، مورد اصابت موشک هاوک از سوی سایت موشکی منطقهٔ بوشهر قرار گرفته و به‌دلیل شدت انفجار، حسینی بیهوش می‌گردد که با فعال نمودن صندلی پرتاب‌شونده وی توسط کابین جلو، موفق به ترک هواپیما می‌گردد اما پس از فرود بر روی آب به‌دلیل بیهوشی کشته می‌شود ولی عباس حزین از این مهلکه نیز جان سالم به‌در می‌برد.
- ۱۸ خرداد ۱۳۶۴:

به خلبانی سرگرد خلبان محمد محمدی‌فرید به اتفاق سروان خلبان حسین سیاری در تاریخ ۱۸ خرداد ۱۳۶۴ به‌علت اشکال در چرخ‌ها و خروج از باند پرواز پایگاه هشتم شکاری اصفهان، ایجکت نمودند که در ادامه سرگرد محمدی‌فرید به‌دلیل آسیب جدی، به تهران اعزام شد. هر دو خلبان در نهایت زنده ماندند.
- ۱۱ شهریور ۱۳۶۴:

احمد مرادی، پس از انتقال اف-۱۴ به فرودگاه بغداد

یک فروند اف-۱۴ توسط سروان احمد مرادی طالمی به بغداد منتقل شد. کابین عقب وی، سروان حسن نجفی بود که با عراقی‌ها همکاری نکرد و در سال ۱۳۶۹ همراه با دیگر اسرا، به ایران بازگشت. مرادی، مرداد سال ۱۳۶۶ در ژنو سوئیس توسط تک‌تیرانداز ناشناس به قتل رسید. در اظهاراتی که روح‌الدین ابوطالبی از افسران بازنشسته نیروی هوایی با خبرگزاری مهر داشته، ماجرای پناهنده شدن احمد مرادی اینگونه نقل می‌شود:

تصمیم پناهندگی از آنجا گرفته شد که یک شب در مسیر حرکت به ورامین، یکی از ایست و بازرسی‌های کمیته انقلاب اسلامی جلوی ماشین وی را می‌گیرد و از وی درخواست می‌کند که صندوق عقب ماشین را هم به ماموران نشان دهد. در حین بازرسی صندوق عقب، ماموران از وی می‌خواهند که محتویات چمدانی که حاوی لباس‌های همسر وی بوده را هم به آنها نشان دهد. علی‌رغم اینکه وی سعی داشته با نشان دادن اوراق هویتی خود به آنها، از اینکار خودداری شود، اما ماموران در این خصوص اصرار داشتند و از اینرو درگیری میان آنها بالا می‌گیرد و چهارپنج‌نفری او را کتک می‌زنند و این انگیزه وی برای خروج خانواده‌اش به سوئد و پناهنده شدن خود وی با هواپیما پس از بازگشت از سوئد می‌شود.
وی در سوئد با سفارت آمریکا ارتباط برقرار می‌کند و هماهنگی صورت می‌گیرد که پس از فرود هواپیما در عراق، تکنسین‌های آمریکایی، قطعات با تکنولوژی بالای هواپیما را با نمونه‌های جعلی جایگزین نمایند تا فناوری‌های نوین بکار رفته در آن به دست اتحاد جماهیر شوروی نیفتد.

- ۱۲ خرداد ۱۳۶۵:

به خلبانی سروان ارسلان خادمی به کابین عقبی ستوان‌یکم احمد روستائی مورد اصابت پدافند خودی در خارگ قرار گرفت که هر دو خلبان به سلامت از هواپیما خارج گردیدند.
- ۲۷ دی ۱۳۶۵:

یک فروند به خلبانی سرهنگ بهرام قانعی و کابین عقبی ستوان‌یکم غلامرضا اصل داوطلب در نزدیکی دزفول در تله جنگنده‌های عراقی افتاده (ساندویچ اتک) و هدف قرا می‌گیرند. شهید داوطلب در همان لحظه اصابت موشک، در ارتفاع و سرعت بالا اقدام به ایجکت نمود که در اثر پیچیده شدن بند چتر دور گردن ایشان، دچار خفگی شده و تا رسیدن به زمین، کشته می‌شود ولی قانعی که از برجسته‌ترین معلم خلبان‌های تامکت بود، هواپیما را تا نزدیکی ایذه هدایت می‌کند و در نهایت ناچار به ایجکت می‌شود و توسط یک زن از عشایر بختیاری، از پرتگاهی که چتر وی به درختی در بالای آن به‌حالت خطرناکی آویزان شده بود، نجات پیدا می‌کند و پس از تحویل به ژندارمری منطقه، به اصفهان منتقل می‌گردد.
- ۲۰ تیر ۱۳۶۶:

به خلبانی سرگرد علیرضا بیطرف و کابین عقبی سروان منصور خان‌پور که برای یک پرواز آزمایشی از پایگاه اصفهان بلند شده بودند، زمانی که در حال چک کردن فرامین بودند (احتمالاً به‌دلیل مشکل هیدرولیک) هواپیما از کنترل خارج شد و به‌دلیل نزدیکی به زمین، در نزدیکی پایگاه اصفهان با زمین برخورد نمودند. در این حادثه، هر دو خلبان ایجکت کردند که علیرضا بیطرف درون آتش هواپیما به زمین رسید و کشته شد ولی خان‌پور در مسیر باد قرار گرفت و کمی دورتر از لاشهٔ در حال سوختن هواپیما، سالم به زمین رسید.
- ۷ اسفند ۱۳۷۰:

به خلبانی علی اقبالی مقدم و کابین عقبی غلامرضا خورشیدی به‌دلیل استال موتور، در نزدیکی پایگاه اصفهان سقوط کرد و هر دو خلبان کشته شدند.
- ۳۱ خرداد ۱۳۸۳:

به خلبانی داریوش یاوری در کابین جلو و سرهنگ علی ابوعطا در کابین عقب در یک پرواز آموزشی در فاصلهٔ چند متری سطح زمین هنگام بنک زدن در نزدیکی پایگاه اصفهان سقوط کرد و هر دو خلبان کشته شدند.
- ۶ بهمن ۱۳۹۱:

تامکت ریجستر ۶۰۶۲–۳ به خلبانی سرگرد علیرضا کریمائی و کابین عقبی سروان مصطفی فصیحی پس از برگشت از پرواز اسکرامبل که به جهت ورود هواپیمای آواکس آمریکایی به آب‌های ایران صورت گرفته بود، در نزدیکی پایگاه بوشهر در خلیج فارس سقوط نمود و هر دو خلبان کشته شدند. علت این سقوط، در رسانه‌های داخلی ایران، ورتیگو شدن خلبان ذکر شد. اما علت اصلی آن که توسط برخی از افسران ارتش به بیرون درز کرد هواپیمای تام‌کت توسط سامانه تور ام-۱ پدافند سپاه پاسداران مورد هدف قرار گرفته بود.
- ۲۲ اردیبهشت ۱۳۹۸:

یک فروند اف-۱۴ به خلبانی سرگرد خلبان اقدامی به اتفاق سرگرد عربی در تاریخ ۲۲ اردیبهشت ۱۳۹۸ در یک پرواز آزمایشی F.C.F به‌علت باز نشدن ارابه فرود دماغهٔ هواپیما و بروز اشکال در کنترل فرامین، پس از ایجکت خلبانان در نزدیکی باند پایگاه هشتم شکاری اصفهان، با زمین برخورد کرد و دچار آتش‌سوزی شد.
- ۲۸ خرداد ۱۴۰۱:

در ساعت ۱۰:۳۰ صبح شنبه ۲۸ خرداد ۱۴۰۱ یک فروند اف-۱۴ در اصفهان بر اثر نقص فنی در موتور سقوط کرد. خلبان و کمک خلبان این جنگنده ایجکت کرده و زنده ماندند و سپس برای اقدامات درمانی به بیمارستان الزهرا منتقل شدند.
- ۲۳ خرداد ۱۴۰۴ تا ۳ تیر ۱۴۰۴:

پنج فروند اف-۱۴ در طول جنگ ۱۲ روزه بین ایران و اسرائیل توسط جنگنده های اسرائیلی روی زمین منهدم شدند.

## پروژهٔ شهید بابایی
در سال ۲۰۰۸، معاونت عملیات نیروی هوایی ایران نقشه راه ارتقای اف۱۴ را تا سال ۲۰۲۰ منتشر نمود. جهاد خودکفایی و تحقیقات صنعتی نیروی هوایی وظیفه یافت با تمام پیمانکاران غیرنظامی با تفویض مسئولیت سامانه‌های مورد نیاز، فناوری و قطعات یدکی را فراهم نماید.
کار در آشیانه بازآماد اف-۴ فانتوم در فرودگاه مهرآباد آغاز شد و پس از ۳۶ ماه کار، پرواز ۳۰ دقیقه‌ای آزمایشی را در ۱۸ ژانویه ۲۰۱۲ انجام داد. آزمایش‌های پروازی بیشتری صورت گرفت و در آوریل سال ۲۰۱۲ به اسکادران ۸۲ تاکتیکی تحویل داده شد.
تعدادی از اف-۱۴ها مجهز به رادار بومی شدند و بقیه نیز با همان رادار قبلی یعنی ای‌ان/ای‌دابلیوجی-۹  کاملاً بهینه‌سازی‌شدهٔ رادار قدیمی از پردازنده‌های ضعیفی بهره می‌بردند و کاملاً به‌روزرسانی شده‌اند؛ و همچنین قطعات الکترونیک قدیمی به‌ویژه قطعات مربوط به رادار AN/AWG-9 و قطعات مربوط به سامانه مهمات با قطعات سبک‌تر و سریع‌تر تعویض شده‌اند و همچنین سامانه جنگ الکترونیک AN/ALQ-100 با تعویض آنتن، پروسسور، تحلیلگر و سامانه پیش‌تقویت با قطعات جدید به روز شد و کل سیم‌بندی شکاری نیز تعویض شده و مقرهای ۱ و ۸ برای افزودن قابلیت حمل MIM-23C یا R-73E تقویت شده‌است. افزون بر این یک سامانه ناوبری داخلی، سامانه رادیو UHF/VHF و بعضی قطعات دیگر نصب شده‌اند. الکترونیک پرواز تغییرات عمده ای یافت.
قابلیت بعدی حمل بمب به این جنگنده افزوده شده‌است. سیستم کنترل آتش جنگنده بهینه شده و سامانه ناوبری اینرسیایی جدید و سامانه هشدار دهنده راداری RWR ارتقا یافت. بدنه کاملاً از اشعه ایکس ری(X-ray) گذشته و تمامی مشکلات بدنه رفع شده‌است. موتورها بهینه‌سازی شده‌اند و مشکلات قبلی آن برطرف شده؛ و در آخر این جنگنده به موشک‌های هوا به هوای جدید از جمله فکور ۹۰، ویمپل ار-۷۳، ویمپل ار-۲۷ مجهز شده‌است.
در سال ۲۰۱۳ سه فروند دیگر به اسکادران ۸۲ تحویل داده شد. آن‌ها اکنون در این پایگاه به عنوان آلرت واکنش سریع (QRA) در حال خدمت می‌باشند. درسپتامبر سال ۲۰۱۴ مرکز بازآماد پایگاه هشتم شکاری نمونه دیگری را تحویل داد. طبق برنامه کنونی نیروی هوایی، ناوگان ۶۲ فروندی اف۱۴ تا سال ۲۰۳۰ در خدمت باقی خواهند ماند.